# Anypoptus
Anypoptus é um gênero de mariposa pertencente à família Acrolepiidae.